# New Salem, Massachusetts
New Salem är en kommun (town) i Franklin County i delstaten Massachusetts, USA. Vid folkräkningen år 2000 bodde 929 personer på orten. Den har enligt United States Census Bureau en area på totalt 152,2 km² varav 35,7 km² är vatten.